# Paralissotes
Genre
Paralissotes est un genre d'insectes coléoptères de la famille des Lucanidae et de la sous-famille des Lucaninae.

## Liste d'espèces
Selon BioLib (13 février 2019) et Catalogue of Life (13 février 2019) :
- Paralissotes mangonuiensis (Brookes, 1927)
- Paralissotes oconnori (Holloway, 1961)
- Paralissotes planus (Broun, 1880)
- Paralissotes reticulatus (Westwood, 1844)
- Paralissotes rufipes (Sharp, 1886)
- Paralissotes stewarti (Broun, 1881)
- Paralissotes triregius (Holloway, 1963)